# Earthquake Glue
Earthquake glue is het 15e studioalbum van de Amerikaanse indierockband Guided by Voices. Het album verscheen op 19 augustus 2003. De opnames vonden plaats op 13 oktober 2002 bij Cro-Magnon Studios en op 10 april 2002 bij Electrical Audio. De tweede opnamesessie, waarbij het lied My kind of soldier werd opgenomen, vond plaats toen de band een dag "verlof" had tijdens een tournee met Cheap Trick.
Het album kon rekenen op positieve recensies. Zo schreef Mark Deming van AllMusic dat "(...) it may well be the most consistent and satisfying Guided By Voices album to date", en "If Earthquake Glue isn't a masterpiece, it's as close as this band can be expected to get". David Antrobus van PopMatters schreef dat "(...) Bob Pollard has written a fine collection of songs, for the most part, and his band, in their execution, have matched him every step of the way" Maar daar staat een recensie van het Engelse tijdschrift Uncut tegenover waarin wordt opgemerkt dat "(...) we yearned for Pollard to treat his songs properly when he tossed them off as lo-fi sketches, but now they arrive as crafted, completed stadium anthems, that faint whiff of underachievement remains".

## Tracklist
Alle muziek en teksten zijn geschreven door Robert Pollard. 
| Nr. | Titel                            | Duur |
| --- | -------------------------------- | ---- |
| 1.  | My kind of soldier               | 2:36 |
| 2.  | My son, my secretary, my country | 1:57 |
| 3.  | I'll replace you with machines   | 2:49 |
| 4.  | She goes off at night            | 2:03 |
| 5.  | Beat your wings                  | 4:47 |
| 6.  | Useless inventions               | 2:53 |
| 7.  | Dirty water                      | 3:27 |
| 8.  | The best of Jill Hives           | 2:42 |
| 9.  | Dead cloud                       | 3:12 |
| 10. | Mix up the satellites            | 3:23 |
| 11. | Main street wizards              | 3:22 |
| 12. | A trophy mule in particular      | 2:19 |
| 13. | Apology in advance               | 2:32 |
| 14. | Secret star                      | 4:42 |
| 15. | Of mites and men                 | 2:33 |

## Personeel

### Bezetting
- Robert Pollard, zang
- Doug Gillard, gitaar
- Nate Farley, gitaar
- Tim Tobias, bas
- Kevin March, drums
- Todd Tobias, aanvullend

De intro van het nummer My son, my secretary, my country werd gespeeld door The Esther Dennis Middle School 8th Grade Band onder leiding van Tom Pfrogner.